# Череповец
Черепове́ц — город в России, административный центр Череповецкого района Вологодской области, в который не входит, обладая статусом города областного значения и образуя городской округ. Расположен при впадении реки Ягорбы в реку Шексну (левый приток Волги), недалеко от Рыбинского водохранилища в 124 км западнее Вологды.
Население — 298 790 человек (на 01.01.2024). Площадь составляет 122 км². С севера на юг город протянулся на 13 км, а с запада на восток — на 21 км. Второй по численности населения город Вологодской области и первый по площади.
Современное произношение Черепове́ц (с ударением на последний слог) установилось во второй половине XX века по причине большого количества переселенцев из других регионов Советского Союза. Историческим является Чере́повец (с ударением на второй слог). Кроме того как минимум в южной части Череповецкого района и в Пошехонье ещё в конце XX века использовалось название Черёповец.

## Этимология
Название местности Череповесь упоминается с XV века. В этом дорусском топониме выделяют финно-угорскую основу череп-, для которой пока не найдено убедительного объяснения, и элемент -весь из фин. vesi — «вода». В конце XIV — начале XV веков на месте современного города основан монастырь, который в источниках XV века именуется как Воскресенский в Череповеси, а в XVI—XVIII веках — Череповский Воскресенский монастырь. В ходе административной реформы в 1777 году было предписано «учредить при Череповском монастыре… город под именем Череповец».

## История
Первое упоминание о Череповце в документах относится к 1362 году, когда преподобные Афанасий и Феодосий основали Череповской Воскресенский мужской монастырь, просуществовавший до екатерининской секуляризационной реформы.

Статус города Череповец получил по указу Екатерины II от 4 ноября 1777 года:
Указ
Нашему Сенату.
Всемилостивейше повелеваем в Новгородском наместничестве на устье реки Суды, впадающей в Шексну, учредить при Череповском монастыре для пользы водяной коммуникации город под именованием город Череповец и при возобновлении выборов в оном наместничестве с начала будущего 1780-го года приписать к сему новому городу уезд и учредить в нём судебные места, а между тем представить Нам план, как оному городу быть надлежит.
Екатерина.

4 ноября 1777 года. Санкт-Петербург.
В настоящее время принято эту дату считать «рождением города», что не верно. Согласно законам екатерининской эпохи города могли быть двух видов: губернские и уездные. Таким образом городом Череповец стал лишь в 1780 году, когда получил уезд. В «Статистических заметках о городе Череповце и его уезде» 1850 года указано:
До 1780 года на месте, где ныне город Череповец, было две деревни: Череповец и село Федосьевское.

Указом Императрицы Екатерины II 1-го января 1780 г[ода] деревни сии соединены в одно и наименованы уездным городом Череповцом; в 1797 году переименован в посад, и уезд его причислен к Устюжскому; в 1802 г[оду] вновь наименован уездным и существует доныне. История деревни Череповца, от которой город получил название, начинает быть известною с первой половины столетия, т[о] е[сть] со времени основания Череповецкого Воскресенского монастыря, упраздненного в 1764 году.
В 1797 году в правление Павла I лишен статуса города. 13 февраля 1797 года городничему Череповца Ф. П. Чекмареву поступило предписание об упразднении городового магистрата и переименовании города в посад Устюженского уезда. После воцарения Александра I, 16 (24 по новому стилю) апреля 1802 года, Сенат издал указ «О восстановлении заштатных городов разных губерний», согласно которому в числе восстановленных значился и город Череповец. Этим же указом к Череповцу был приписан уезд.
Экономическое значение города сильно возросло после открытия судоходства по Мариинской водной системе.
После Октябрьской революции город был провозглашён центром Череповецкой губернии, упразднённой в 1927 году.
12 июня 2016 года Череповец стал городом трудовой доблести и славы.

## Физико-географическая характеристика

### Экологическая обстановка
Итоги многолетних наблюдений за состоянием атмосферного воздуха, выполняемые лабораторией Росгидромета, показывают, что все жилые кварталы города в той или иной мере испытывают определённую техногенную нагрузку. Исследование помесячной изменчивости собирательного показателя загрязнения атмосферы позволяет сделать вывод, что наиболее неблагоприятная обстановка в городе складывается в весенне-осенний период, когда чаще возникают неблагоприятные метеоусловия (НМУ), ухудшающие рассеивание вредных веществ и способствующие их накоплению в атмосфере вследствие слабого ветра, воздействия термической устойчивости и образования инверсий, или меняющие направление переноса примесей, выбрасываемых в атмосферу. В этой связи наиболее неблагоприятным для города является западное направление ветра, при котором выбросы от многих источников переносятся в сторону жилой застройки.
Повышенный уровень загрязнения воздуха чаще отмечается в Индустриальном и Северном районах, так как они расположены ближе к промплощадке металлургического комбината. Однако, из-за преимущественно южных ветров, значительная часть выбросов оседает в Северном районе. Экологическая ситуация в этом районе усугубляется также и из-за почти полного отсутствия деревьев в этой части города и высокой плотности заселения (в основном преобладает многоэтажная застройка, с этажностью домов более 5 этажей).
Выбросы загрязняющих атмосферу веществ, отходящих от неподвижных источников по г. Череповцу за 2018 год — 312,8 тысяч тонн, или около 1 тонны на 1 чел./год.
Сброс загрязнённых сточных вод в поверхностные водные объекты по г. Череповцу за 2009 год — 29,7 миллиона кубических метров, в том числе без очистки: 0,5 миллиона кубических метров.

### Географическое положение
Город Череповец расположен в центральной части Восточно-Европейской равнины, на юго-западе Вологодской области. Географические координаты города 59°08′ с. ш. 37°55′ в. д.. Череповец равноудалён от Москвы (к северу) и от Санкт-Петербурга (к востоку) на 530 км. Расстояние до областного центра — города Вологды — 126 км. Современный Череповец расположен на берегах рек, относящихся к бассейну Волги: Шексны (+Ягорба+ Серовка, +Негодяйка) и Суды (+Кошта, +Нелаза). Череповец находится на пересечении 3 транспортных путей: в 6 км к северу пролегает автодорога А114 «Вологда — Новая Ладога»; через Череповец проходит железнодорожная магистраль (Северная железная дорога); город имеет порт на Волго-Балтийском водном пути. В 21 км от центра города расположен аэропорт, с регулярным сообщением со столицами и регулярными международными рейсами.

### Климат
Климат города определяется его географическим положением, малым количеством солнечной радиации. Череповец находится в умеренно континентальной области умеренного климатического пояса. Характерной чертой является частая смена воздушных масс, обусловленная быстрым прохождением барических образований в течение года. Отчётливо выражена сезонная смена ветров преобладающих направлений. Большую часть года преобладают южные ветры, повторяемость которых за год составляет 20 %. Реже отмечаются юго-восточные (7 %) и северо-западные ветры (7 %)
| Показатель                                                              | Янв.  | Фев.  | Март  | Апр. | Май  | Июнь | Июль | Авг. | Сен. | Окт.  | Нояб. | Дек. | Год   |
| ----------------------------------------------------------------------- | ----- | ----- | ----- | ---- | ---- | ---- | ---- | ---- | ---- | ----- | ----- | ---- | ----- |
| Абсолютный максимум, °C                                                 | 5,4   | 6,7   | 16,0  | 26,0 | 32,2 | 35,0 | 35,7 | 36,2 | 27,8 | 22,5  | 11,4  | 8,5  | 36,2  |
| Средний суточный максимум, °C                                           | −6    | −4,8  | 1,2   | 9,5  | 17,4 | 21,3 | 23,7 | 21,2 | 15,2 | 7,1   | −0,3  | −4   | 8,5   |
| Средняя температура, °C                                                 | −9,2  | −8,7  | −3,7  | 3,6  | 10,8 | 15,1 | 17,6 | 15,1 | 10,0 | 3,8   | −2,5  | −6,6 | 3,8   |
| Средний суточный минимум, °C                                            | −12,6 | −12,5 | −8,1  | −1,6 | 4,5  | 8,9  | 11,7 | 9,6  | 5,7  | 1,0   | −4,8  | −9,5 | −0,6  |
| Абсолютный минимум, °C                                                  | −45,4 | −40,3 | −32,8 | −23  | −6,1 | −2,8 | 0,7  | −1,5 | −9,5 | −21,6 | −31,3 | −42  | −45,4 |
| Среднее число дней с осадками                                           | 27    | 24    | 21    | 16   | 17   | 18   | 17   | 18   | 19   | 23    | 26    | 29   | 255   |
| Норма осадков, мм                                                       | 44    | 35    | 35    | 29   | 49   | 68   | 75   | 73   | 54   | 58    | 51    | 48   | 619   |
| Средняя влажность, %                                                    | 86    | 83    | 79    | 72   | 68   | 75   | 78   | 82   | 85   | 87    | 88    | 88   | 81    |
| Средняя скорость ветра, м/с                                             | 2,9   | 2,9   | 2,8   | 2,8  | 2,8  | 2,4  | 2,1  | 2,1  | 2,4  | 2,9   | 3,0   | 3,1  | 2,7   |
| Источник: Погода и климат. pogoda.ru.net. Дата обращения: 12 июня 2023. |       |       |       |      |      |      |      |      |      |       |       |      |       |

## Территориальное деление

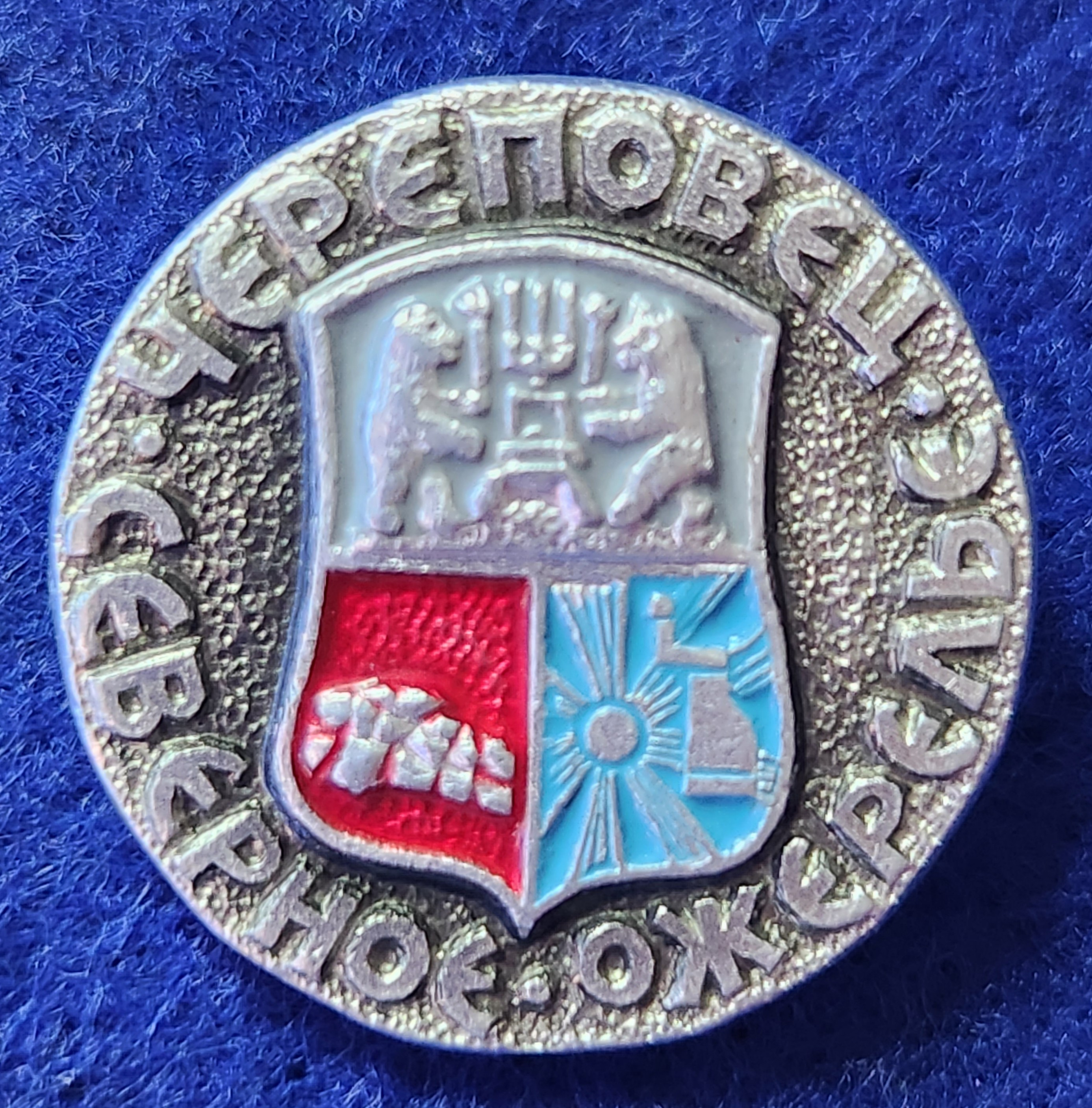
Череповец значок герб в геральдической серии значков с гербами городов «Северное Ожерелье» России

Город делится на пять районов:
- Индустриальный
- Заягорбский
- Зашекснинский
- Северный
- Новые углы

### Индустриальный район
Индустриальный район — старейший, историческое ядро города, активное формирование которого началось в XVIII веке. Является самым экономически развитым районом. Экологическая ситуация в границах района сложилась неблагополучная по причине близости к производственным мощностям ПАО «Северсталь»:

До недавнего времени вся территория района попадала в 5-километровую санитарно-защитную зону (СЗЗ) от комбината, но в 2004 году была утверждена новая СЗЗ радиусом 1 км от основных источников выбросов загрязняющих веществ в атмосферу. В результате жилая застройка оказалась вне этой зоны. Тем не менее, учитывая, что реализация природоохранных мероприятий по снижению выбросов в атмосферу рассчитана на период до 2015 года, в целях снижения экспозиционной нагрузки на население, проживающее в непосредственной близости к промзоне, принято решение о расселении жителей части кварталов № 213 и 214.
В перспективе расселение жителей из 213 и 214 кварталов позволяет в этой зоне разместить городской центр профориентации, учебные классы и мастерские средних учебных учреждений, культурный центр учебной зоны, офисные помещения и объекты продовольственной, промтоварной и оптово-розничной торговли.
Предполагается улучшение экологической ситуации в Индустриальном районе за счёт переноса некоторых производств — например, завода «Красная звезда», сокращения выбросов вредных веществ — для ОАО «Череповецкий завод металлоконструкций». То же самое относится и к другим предприятиям, нарушающих регламенты СЗЗ — ОАО «Череповецкий сталепрокатный завод», ОАО «Череповецкая кондитерская фабрика», ОАО «Череповецкий ликёро-водочный завод».

### Заягорбский район
Заягорбский район расположен на левобережье реки Ягорбы и соединён с Индустриальным районом Ягорбским мостом. Крупнейший по населению спальный район города, в нём проживает порядка 130 тыс. человек (более 1/3 всего населения города). В народе его называют «Заречье».
На территории, занятой малоэтажной индивидуальной застройкой сформируют архитектурную доминанту, совмещающую жилую, общественно-деловую и культурно-развлекательную функции. Это один из проектов создания «речного фасада» города. Объекты коммунально-складского и производственного назначения перепрофилируются, планируется расширение Макаринской рощи за счёт организации парка в береговой зоне, а также благоустройство Зареченского пляжа. Юго-восточную часть Заречья, занятую городскими лесами, планируется использовать как спортивно-рекреационную зону.

### Зашекснинский район
Зашекснинский район расположен на левобережье Шексны и соединён с правобережьем Октябрьским и Архангельским мостами. Является перспективным с точки зрения строительства и расширения территорий города, с целью дальнейшего закольцовывания городских автодорог. В обиходе горожан этот район также называют «104-й микрорайон», по нумерации одного из первых микрорайонов Зашекснинского района.
Существует микрорайон новой застройки у пожарной части № 55, в народе его называют «Северсталевский», «Черёмушки» или «Робот-Сити», от сокращённого названия Череповецкого металлургического комбината (ЧМК), официальное название — 112-й микрорайон. В 2015 году по инициативе ветеранов ПАО «Северсталь» микрорайон был переименован в микрорайон имени Липухина Ю. В.

### Северный район
По размеру территории является наименьшим из городских районов. Здесь расположен фанерно-мебельный комбинат, по которому район в народе называют «Фанера». Также расположена спичечная фабрика, молочный комбинат и мясокомбинат.

### Новые Углы
Посёлок находится в центре промзоны Череповца — в 12 км от центра города. Конечная остановка городских маршрутов № 5 и № 19. Местная совмещённая школа-детский сад — МАОУ «Образовательный центр № 36» — относится к Управлению образования Мэрии Череповца. Подсобное хозяйство «Новые углы» — это проект Череповецкого Металлургического Комбината, который впоследствии был продан и признан банкротом.
Деревня Ясная Поляна относится к Тоншаловскому сельскому поселению Череповецкого района, хотя фактически он находится между Череповцом и его промзоной. Через неё с остановками проходят городские маршруты.

## Население
| 1856     | 1897     | 1913     | 1926     | 1931     | 1939     | 1959     | 1967     | 1970     | 1973     | 1975     | 1976     |
| -------- | -------- | -------- | -------- | -------- | -------- | -------- | -------- | -------- | -------- | -------- | -------- |
| 2700     | ↗7000    | ↗8200    | ↗22 000  | ↘19 400  | ↗32 000  | ↗92 356  | ↗165 000 | ↗188 348 | ↗214 000 | ↗237 000 | →237 000 |
| 1979     | 1982     | 1985     | 1986     | 1987     | 1989     | 1990     | 1991     | 1992     | 1993     | 1994     | 1995     |
| ↗265 933 | ↗283 000 | ↗298 000 | ↗299 000 | ↗315 000 | ↘310 463 | ↗312 000 | ↗316 000 | ↗317 000 | ↗319 000 | →319 000 | →319 000 |
| 1996     | 1997     | 1998     | 1999     | 2000     | 2001     | 2002     | 2003     | 2004     | 2005     | 2006     | 2007     |
| ↗320 000 | ↗321 000 | ↗322 000 | ↗324 500 | ↘324 400 | ↘323 300 | ↘311 869 | ↗311 900 | ↘310 800 | ↘309 500 | ↘308 400 | ↘307 800 |
| 2008     | 2009     | 2010     | 2011     | 2012     | 2013     | 2014     | 2015     | 2016     | 2017     | 2018     | 2019     |
| ↗308 000 | ↗309 010 | ↗309 298 | ↗312 904 | ↗314 646 | ↗315 738 | ↗316 758 | ↗318 107 | ↗318 536 | ↗318 856 | ↘317 970 | ↘316 529 |
| 2020     | 2021     | 2023     | 2024     | 2025     |          |          |          |          |          |          |          |
| ↘314 834 | ↘305 185 | ↘301 040 | ↘298 790 | ↘298 160 |          |          |          |          |          |          |          |

На 1 января 2025 года по численности населения город находился на 66-м месте из 1124 городов Российской Федерации.
По итогам переписи населения 2020 года проживали следующие национальности (национальности менее 0,1 % и другое, см. в сноске к строке «Другие»):
| Национальность | Численность, чел. | Доля     |
| -------------- | ----------------- | -------- |
| Русские        | 226 278           | 74,14 %  |
| Украинцы       | 1028              | 0,34 %   |
| Узбеки         | 570               | 0,19 %   |
| Азербайджанцы  | 570               | 0,19 %   |
| Армяне         | 569               | 0,19 %   |
| Белорусы       | 464               | 0,15 %   |
| Таджики        | 313               | 0,10 %   |
| Другие         | 75 393            | 24,70 %  |
| Итого          | 305 185           | 100,00 % |

## Экономика
Основу экономического потенциала Череповца составляют предприятия чёрной металлургии и химического комплекса.
Ведущими предприятиями города являются ПАО «Северсталь», ОАО «Северсталь-метиз», АО «Апатит» (создано в результате слияния ОАО «Аммофос» и ОАО "Череповецкий «Азот», и других заводов ОАО Фосагро), на которых работает 40 % горожан.
В городе действуют предприятия дерево- и металлообработки, пищевой и лёгкой промышленности, строительного комплекса.
В Череповце насчитывается более 1500 малых и средних предприятий. В России город занимает одну из первых позиций по выпуску промышленной продукции на душу населения, которая более чем в два раза превышает общероссийский уровень.
Экономический потенциал города формируется двумя крупнейшими металлургическими предприятиями, такими, как «Северсталь» и Череповецкий сталепрокатный завод, и химическим производством АО «Апатит», на которые приходятся 75 % выпускаемых в городе промышленных изделий.
Индекс промышленного производства по городу в целом за 2006 год составил 105,3 % (в Вологде — 104,1 %, в целом по области — 105,2 %).

Доля Череповецкого металлургического комбината в выпуске российского проката составляет примерно 14 %, он входит в четвёрку крупнейших производителей данной продукции в стране. Сталепрокатный завод, реконструированный в 1996 году, — одно из самых больших в России предприятий метизной отрасли, ежегодно производит 1, 15 миллиона тонн готовых изделий. Важную роль в экономике города играют два крупных химических объединения — поставщики минеральных удобрений, серной кислоты, аммиака и карбамида «Аммофос» и «Азот». Их доля в общем объёме городской промышленной продукции составляет 11 %.
В топливно-энергетическом комплексе главное место занимает энергетика. 50 % электроэнергии область получает от других энергосистем — Тверской, Костромской, Кировской, Ленинградской и Ярославской.
Оборот розничной торговли предприятий Череповца в 2007 году составил 18 млрд рублей. В сопоставимых ценах розничный оборот череповецких предприятий торговли на 19 % больше, чем в 2006 году. В структуре оборота розничной торговли за 2007 год 50,2 %, или 9 млрд 36 млн рублей составляют продовольственные товары, 49,8 %, или 8 млрд 964 млн рублей — непродовольственные товары. С начала 2007 года предприятия и организации города оказали платных услуг населению на общую сумму 10 млрд 500 млн рублей. В сопоставимых ценах объём реализации платных услуг в Череповце по сравнению с 2006 годом в текущем году увеличился на 12,5 %. Оборот предприятий общественного питания Череповца в 2007 году составляет 992 млн рублей, в сопоставимых ценах по сравнению с прошлым годом он вырос на 8,7 %. С начала 2009 года Череповец, как и другие промышленные города России, переживает глобальный экономический кризис. По данным на ноябрь 2009 года, количество безработных составляет 6800 человек.
По итогам 2018 года моногород Череповец вошёл в ТОП-10 лидеров ежегодного рейтинга моногородов. Рейтинг комплексно оценивает активность и эффективность работы органов местного самоуправления, уровень развития МСП, городской экономики и городской среды. Ежегодный рейтинг моногородов впервые сформирован в рамках реализации мероприятий программы «Комплексное развитие моногородов» (2016—2018 гг.). Руководитель приоритетной программы — Ирина Макиева (с августа 2018 года — генеральный директор Фонда развития моногородов).

### Промышленность
Череповец занимал 9 место в рейтинге крупнейших промышленных центров России по итогам 2011 года.
Предприятия:
- Северсталь
- Фосагро
- Череповецкий молочный комбинат
- Череповецкий фанерно-мебельный комбинат
- Череповецкий литейно-механический завод

## Транспорт

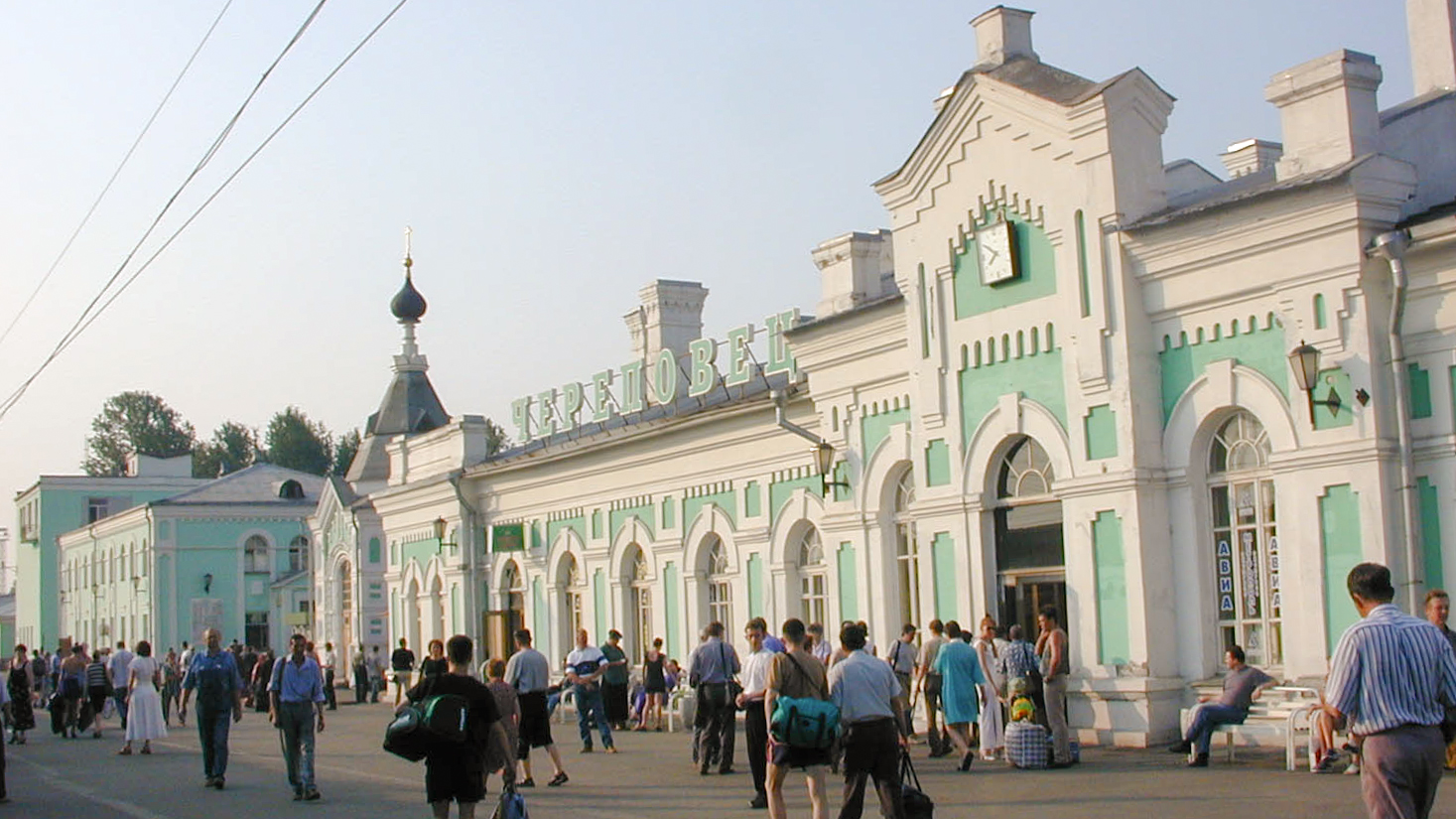
Железнодорожный вокзал

Череповец связан с областным центром, Москвой, Санкт-Петербургом и иными городами страны автомобильным, железнодорожным, водным и воздушным транспортом.
С 1968 года в городе работает автовокзал.

### Водное сообщение
Череповец — крупный промышленный порт на Рыбинском водохранилище и пассажирский порт на р. Шексне. Через систему Волго-Балтийского водного пути город имеет выходы в Балтийское, Белое, Чёрное, Азовское, Каспийское моря. Таким образом, Череповец посредством системы водного сообщения связан с северными, южными и западными регионами России. Поэтому город Череповец является портом пяти морей, имеющим стратегическое значение для страны и, в первую очередь, для материального снабжения Балтийского флота, учитывая его крайне ограниченное территориальное влияние. Это было продиктовано крайне выгодным географическим положением города Череповца при строительстве Волго-Балтийского канала, решение о строительстве которого было принято И. Сталиным. В связи с чем, позднее было принято решение построить в дельте рек Ягорба и Шексна Череповецкий судостроительный завод.

### Автодорожное сообщение
Рядом с Череповцом проходит федеральная автотрасса А114 Вологда — Новая Ладога, связывающая город с Вологдой и Санкт-Петербургом, а через город проходит автодорога Р104 Череповец — Сергиев Посад, связывающая Череповец с Ярославлем и Москвой.
В ноябре 2021 года в городе для решения вопроса пробок была запущена Северная объездная дорога.

### Железнодорожное сообщение
Строительство дороги от Вологды до Санкт-Петербурга, в том числе станции Череповец и паровозного депо города, было завершено в 1905 году.
Череповецкий железнодорожный узел, расположенный на железнодорожной магистрали Санкт-Петербург — Вологда, является вторым по грузообороту на Северной железной дороге (после узла Вологда-1 — Вологда-2 — Лоста Сортировочная). Через него за сутки проходит транзитом 120 грузовых, 20 пассажирских поездов и до 30 составов, прибывающих на промышленные гиганты Череповца. В 2009 объёмы перевозок и погрузки резко упали. Узел включает в себя пассажирскую станцию «Череповец-1», грузовые станции «Череповец-2», «Кошта», «Заречье», «Череповец-Пристань», «Хемалда».
С января 2015 года были отменены все пригородные электропоезда в Вологодской области. Это вызвало резонанс в СМИ и протесты местных жителей. 6 февраля 2015 года движение электропоездов было частично восстановлено.

### Воздушное сообщение
Международный аэропорт «Череповец» находится в 25 километрах от Череповца вблизи деревни Ботово. Эксплуатантом аэропорта является ООО «Авиапредприятие „Северсталь“», которое выполняет внутренние и международные регулярные и чартерные авиарейсы по России, странам СНГ и Европы.

### Городской транспорт

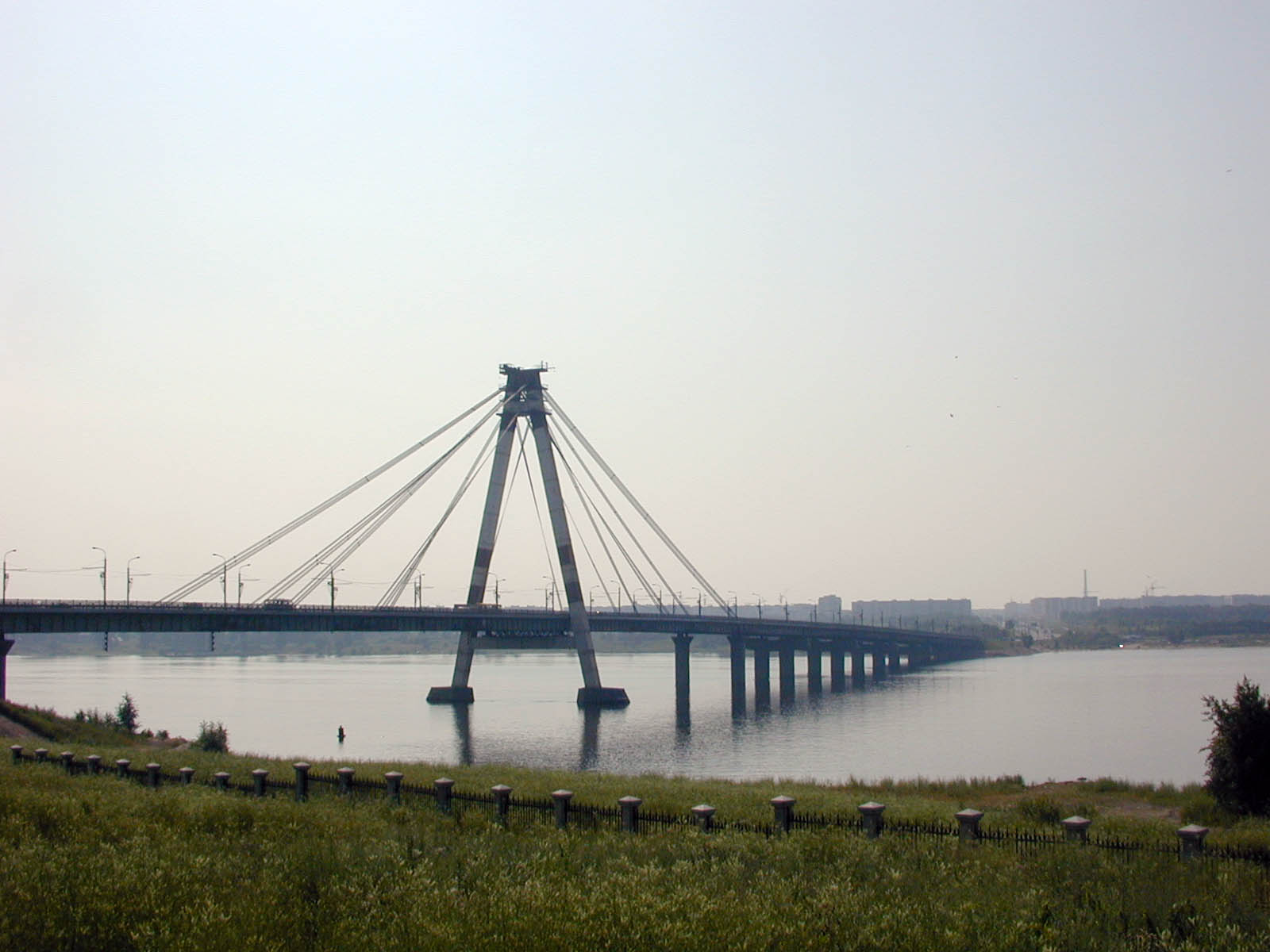
Октябрьский мост через Шексну

В Череповце с 1979 года действует Октябрьский мост — первый вантовый мост на территории России. Он пересекает реку Шексну, соединяя Индустриальный и Зашекснинский районы.
С 1956 года в городе действует трамвайная сеть. Работает 3 маршрута:
- 2. «Доменная» — «Управление ПАО „Северсталь“» — «ул. Гагарина» — «ул. Комарова» — «Университет» — «ул. Сталеваров» — «ул. Верещагина» — «ул. Максима Горького» — «Курсантский бульв.» — «Вокзал» — «Заря Свободы» — «ул. Верещагина» — «ул. Сталеваров» — «Университет» — «ул. Комарова» — «ул. Гагарина» — «Управление ПАО „Северсталь“» — «Доменная»
- 4*. «Олимпийская ул.» — «пр. Победы» — «ул. Мира» — «Доменная» — «Аглофабрика № 3»
- 8. «Олимпийская ул.» — «пр. Победы» — «Советский пр.» — «Комсомольская ул.» — «Вокзал» — «ул. Верещагина» — «пр. Победы» — «Олимпийская ул.»

*Часть рейсов выполняется до «Доменной» (4А).
Подвижной состав составляют вагоны КТМ-5 (43 единицы) и КТМ-8 (10 единиц) и новые «львята».
Действует разветвлённая сеть автобусных маршрутов. Движение по маршрутной сети города полностью осуществляется автобусами большой вместимости.
Крупнейший перевозчик — МУП «Автоколонна 1456», основу парка которой составляют автобусы ЛиАЗ-5256, ГолАЗ АКА-6226, Mercedes-Benz O345, МАЗ-103, МАЗ-104, ПАЗ-4234, ЛиАЗ-6212 и др. Помимо этого движение по городским маршрутам осуществляют большое количество частных автобусов. Одной из особенностей Череповца является практически полное отсутствие маршрутных такси, имеющихся во многих российских городах, включая областную столицу. Маршрутные такси в Череповце участвуют в пригородном сообщении.
В городе также действуют организации по прокату автомобилей, как с водителем так и без водителя.
Троллейбусного движения в городе нет. Троллейбусная сеть строилась в 1994—1996 годах: в Зашекснинском районе было заложено троллейбусное депо, на Октябрьском мосту была подвешена контактная сеть (демонтирована в 2008 году), но строительство не было завершено из-за распада СССР и хронического недофинансирования.
В 2019 году в Череповце началось строительство Архангельского моста через р. Шексна. Мост открыт 10 августа 2022 года. Мост стал частью транспортного кольца города, связав между собой четыре микрорайона.

## Средства массовой информации

#### Цифровое телевидение
Череповецкий филиал ФГУП «РТРС» обеспечивает на территории города приём первого и второго мультиплексов цифрового эфирного телевидения России (38 ТВК, 44 ТВК)
Все 20 каналов для мультиплекса РТРС-1 и РТРС-2; Пакет радиоканал, включает: «Вести FМ», «Радио Маяк», «Радио России» /«ГТРК Вологда».
- Пакет телеканалов РТРС-1 (телевизионный канал 38, частота 610 МГц), включает: «Первый Канал», «Россия 1»/«ГТРК Вологда», «Матч ТВ», «НТВ», «Пятый Канал», «Россия К», «Россия 24»/«ГТРК Вологда», «Карусель», «ОТР»/«Русский Север», «ТВЦ».
- Пакет телеканалов РТРС-2 (телевизионный канал 46, частота 674 МГц), включает: «РЕН ТВ», «СПАС», «СТС», «Домашний», «ТВ3», «Пятница!», «Звезда», «Мир», «ТНТ», «МУЗ-ТВ».

#### Кабельные телеканалы
В Череповце действуют местные телестудии ТС «Канал 12» и «Русский Север» (входят в ООО «Медиа-центр»), ГТРК «Вологда» (Россия 1 и Россия 24).
- Обязательный общедоступный региональный телеканал («21-я кнопка»): «Русский Север».
- Обязательный общедоступный муниципальный телеканал («22-я кнопка»): Канал 12.

#### Радиостанции
- 87.5 МГц — DFM
- 87.9 МГц — Радио Дача
- 88.4 МГц — Радио Шансон
- 90.6 МГц — Like FM
- 91.0 МГц — Радио ENERGY
- 91.6 МГц — Детское радио
- 100.7 МГц — Вести FM
- 101.2 МГц — Авторадио
- 101.6 МГц — Европа Плюс
- 102.1 МГц — Русское Радио
- 102.5 МГц — Радио Маяк
- 103.0 МГц — Ретро FM
- 103.4 МГц — Радио России / ГТРК Вологда
- 103.9 МГц — Дорожное Радио
- 104.6 МГц — Радио Трансмит
- 105.0 МГц — Love Radio
- 105.4 МГц — Наше Радио
- 106.7 МГц — Радио Вера

#### Газета
Среди местных печатных изданий — «Голос Череповца», «Речь», «Всё и сразу» (выпускаются ООО «Медиа-центр»), «F.A.M.E.», «Глянец», «Сезон», «Торговая площадь», «Спутник-Череповец», «Череповецкая истина», автомобильная газета «Protector».
Федеральные издания с информацией о Череповце — «Комсомольская правда», «Аргументы и факты», «Антенна-Телесемь».
Интернет СМИ: Информационное мониторинговое агентство «Череповец».
Ранее в Череповце существовало проводное радио; однако по состоянию на 2017 год оно отключено полностью.

## Образование

### Общеобразовательные учреждения города
Общее количество общеобразовательных школ — 46, из них:
- средние школы — 38 (повышенного уровня № 8, 7, 9, 10. Образовательный центр № 11, 21, 23, 26, 29,14, 32, 40,36 ЖГГ, лицей «АМТЭК», Школа русской культуры);
- начальные школы — 3 (№ 39, 41, 43);
- специальные (коррекционные) школы — 4 (№ 35, 38, начальная школа — детский сад № 58, школа-интернат I вида);
- Частное учреждение дополнительного образования «Учебный центр Планета Детства».

### Учреждения профессионального образования
- Череповецкий государственный университет
- Военный университет радиоэлектроники
- Череповецкий металлургический колледж имени академика И. П. Бардина
- Череповецкий лесомеханический техникум имени В. П. Чкалова
- Череповецкий медицинский колледж имени Н. М. Амосова
- Череповецкое областное училище искусств и художественных ремёсел имени В. В. Верещагина
- Череповецкий строительный колледж
- Череповецкий технологический техникум
- Череповецкий многопрофильный колледж
- Череповецкий химико-технологический колледж[69]
- Череповецкий торгово-экономический колледж

## Культура и искусство

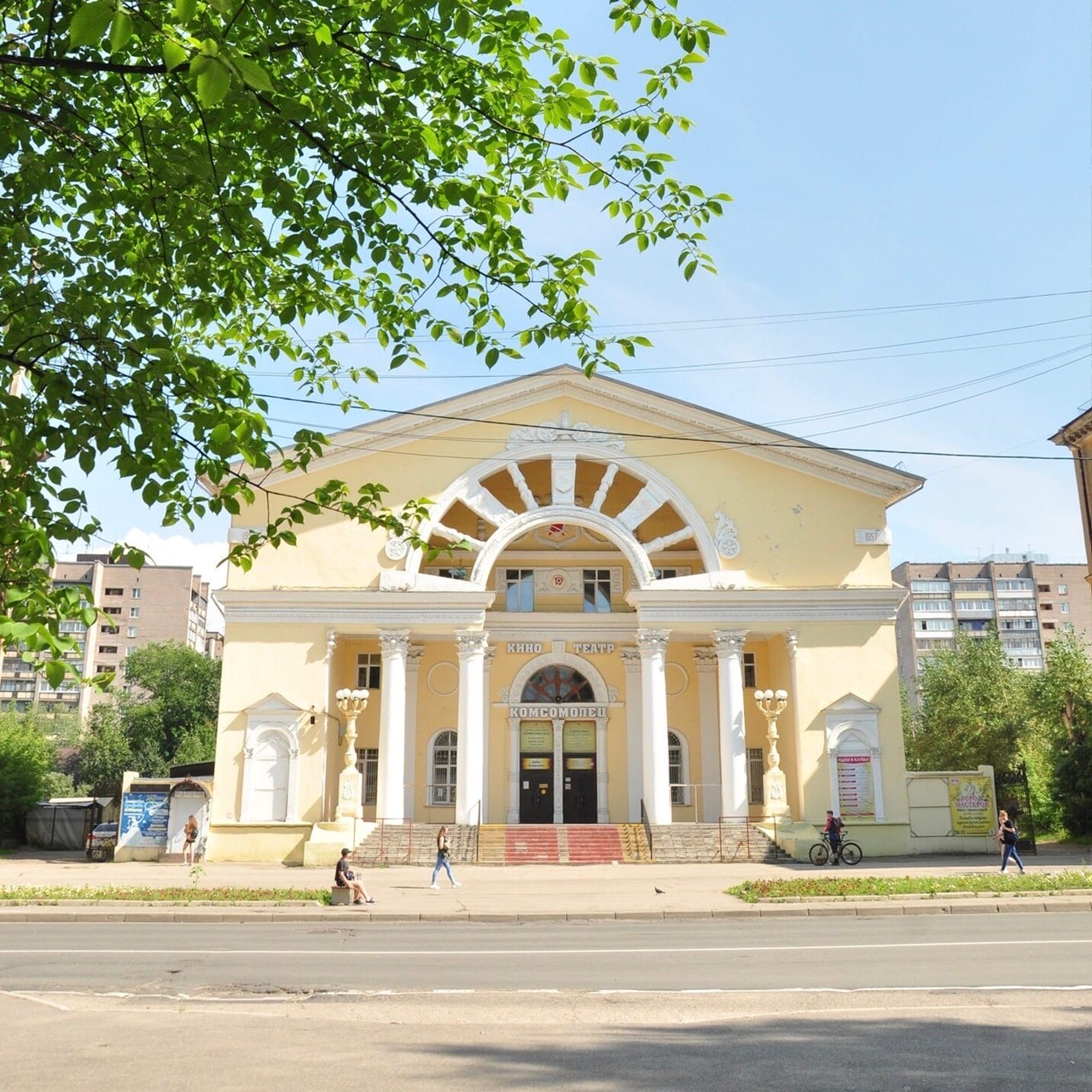
Дом музыки и кино «Комсомолец»

### Театры и дворцы культуры
- Дом музыки и кино «Комсомолец»
- Театр для детей и молодёжи
- Череповецкий русский национальный театр
- Череповецкий Камерный театр
- Театр Импровизаций
- Дворец культуры «Строитель»
- Дворец металлургов
- МАУК «Дворец химиков»
- Дворец культуры «Северный»
- Городская филармония

### Музеи и выставочные залы
- Художественный музей
- Детский музей
- Музей природы
- Мемориальный дом-музей Верещагиных
- Музей «Дом И. А. Милютина»
- Музей археологии
- Историко-краеведческий музей
- Историко-этнографический музей «Усадьба Гальских»
- Литературный музей с мемориальной усадьбой И. Северянина
- Выставочный зал Череповецкого музейного объединения
- Первая Арт-галерея
- Арт-галерея современного искусства «КТО»
- Музей металлургической промышленности[70]
- музей Александра Башлачёва[71]
- интерактивно-познавательный центр «ФосАгро» «Зелёная планета»[72]
- музей самоваров «Благовещенская старина» (в отреставрированном здании 1905 года)[73]
- Арт-пространство Pivzavod[74]

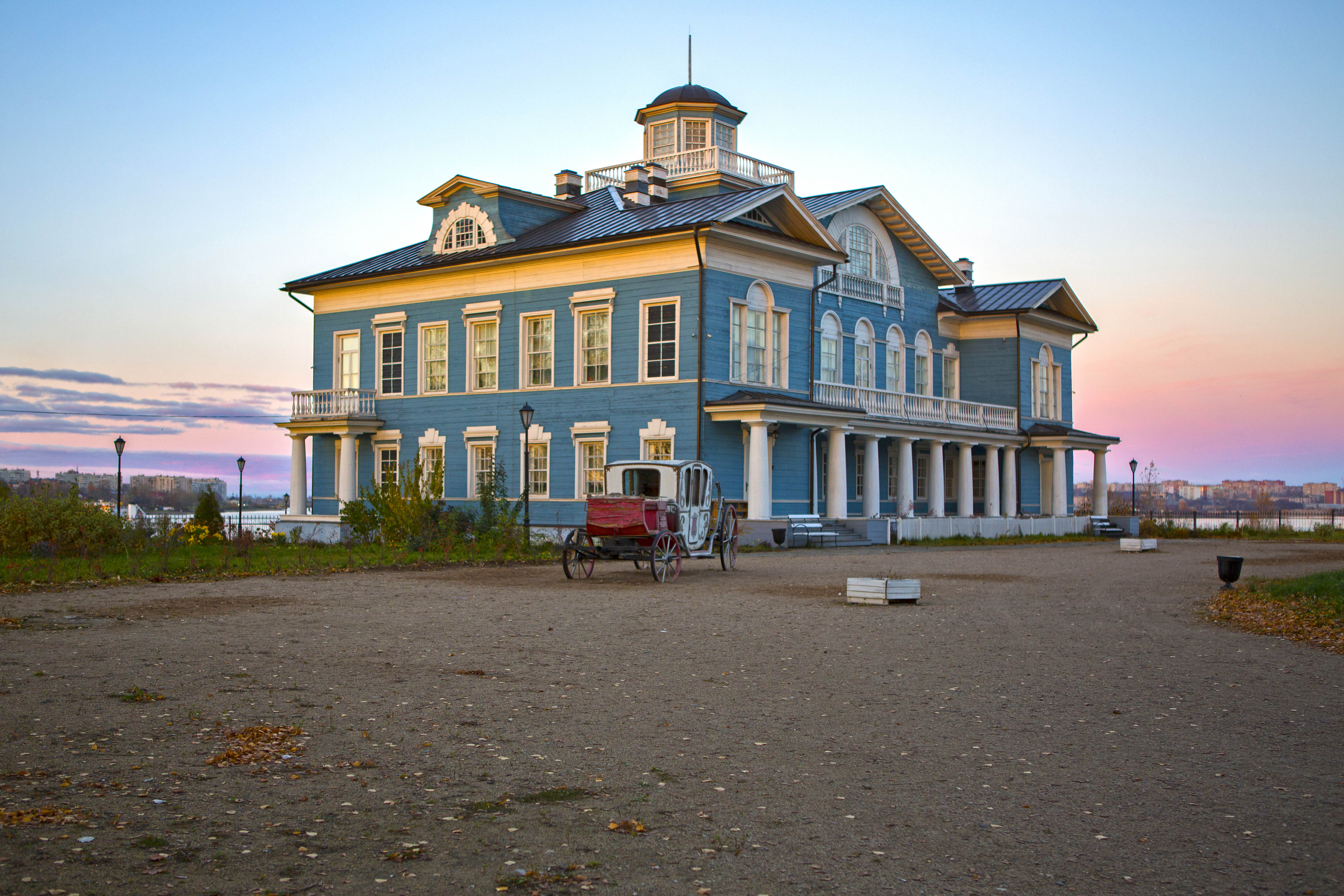
Усадьба Гальских

### Городские парки
- Парк им. Ленинского комсомола (Комсомольский парк)
- Соляной сад
- Парк 200-летия Череповца
- Парк Победы
- Парк культуры и спорта «Серпантин»

### Фестивали
- Мультиформатный волонтёрский фестиваль «Исход лета» — ежегодный, проводится с 2013 года
- Фестиваль поэзии и прозы «Я живу в Череповце» — ежегодный, проводится с 2006 года
- Фестиваль короткометражного кино «PROВзгляд» — ежегодный, проводится в Череповце с 2010 года
- Музыкальный фестиваль классической музыки «Кружева» — ежегодный, проводится в Череповце с 2010 года
- Фестиваль танцевальных направлений фитнеса — ежегодный
- Международный фестиваль фортепианных дуэтов — ежегодный с 2001 по 2008 годы
- Фестиваль «Прыжок выше головы» — ежегодный, проводится с 1994 года
- Фестиваль «Серебряные струны» — ежегодный, проводится в ЧГУ с 2000 года
- Фестиваль школьного творчества «Добро пожаловать в ЧГУ!» — ежегодный, проводится в ЧГУ с 2005 года
- Фестиваль цветов в историко-этнографическом музее «Усадьба Гальских» — ежегодный, проводится с 2011 года
- Фестиваль бардовской песни «Заозерье»
- Экофест «GREEN ROCK», с 2015 года по 2018 год проводился ежегодно. Площадкой была выбрана деревня Городище

### Спортивные клубы
- Хоккейный клуб «Северсталь»
- Хоккейный клуб «Алмаз»
- Баскетбольный клуб «Северсталь»
- Волейбольный клуб «Северсталь»
- Футбольный клуб «Шексна»
- Клуб «Велорусь»
- Футбольный клуб «Аист»
- Футбольный клуб «Флагман»
- Футбольный клуб «ФУТБОСТАРЗ»
- Футбольный клуб «Арес»

### Спортивные турниры и соревнования
- Турнир «Золотая шайба» — первенство города по хоккею с шайбой среди любительских команд, ежегодный.
- Международный турнир имени академика Бардина по любительскому боксу, ежегодный.
- Традиционный турнир по хоккею памяти лётчика-космонавта Павла Ивановича Беляева.
- Кубок Череповца по кросс-кантри (велоспорт), ежегодный.

## Религия
| Действующие храмы, часовни, монастыри - Череповецкий Воскресенский монастырь, ныне Архиерейское Воскресенское подворье Череповецкой епархии (Соборная Горка, 1) или Воскресенский собор — он был единственным действующим храмом в городе в советские годы вплоть до 1997 года. - Храм в честь Рождества Христова в бывш. селе Рождество (Шехонское) — воссоздан на основе архивных материалов в 1992—1996 годах (Парковая ул., 1) - Кафедральный собор во имя преподобных Афанасия и Феодосия Череповецких (Макаринская роща, 1). При соборе также действует Епархиальное управление Череповецкой епархии Вологодской митрополии Русской православной церкви. - Храм во имя святителя Николая Чудотворца (на железнодорожном вокзале) - Часовня во имя преподобного Филиппа Ирапского (Советский пр., 31) - Храм во имя иконы Божией Матери «Живоносный источник» (Набережная ул.) - Храм Преподобного Сергия Радонежского в Зашекснинском районе (между Ледовым дворцом и аквапарком «Радужный») - Храм святой великомученицы Варвары (Северное шоссе, 77) - Церковь святого пророка Елисея (Северное шоссе, 36А) | Утраченные - Храм в честь Благовещения Пресвятой Богородицы (Красноармейская пл.) - Храм во имя святого апостола и евангелиста Иоанна Богослова в бывш. селе Богослово (Олимпийская ул.) - Храм во имя Пресвятой Троицы (Соборная Горка) - Храм в честь Покрова Пресвятой Богородицы (Комсомольский парк) - Храм в честь Сретения Господня (ул. Ленина, мкр. «Мон Букет») - Храм во имя Святителя Николая (ул. М. Горького, к/т «Киномир») - Храм во имя ангела Филиппа (ул. Первомайская) | Кроме православных храмов, в городе имеются многочисленные протестантские общины (пятидесятников, евангельских христиан-баптистов и др.) — головные центры для всех областных евангельских церквей. |

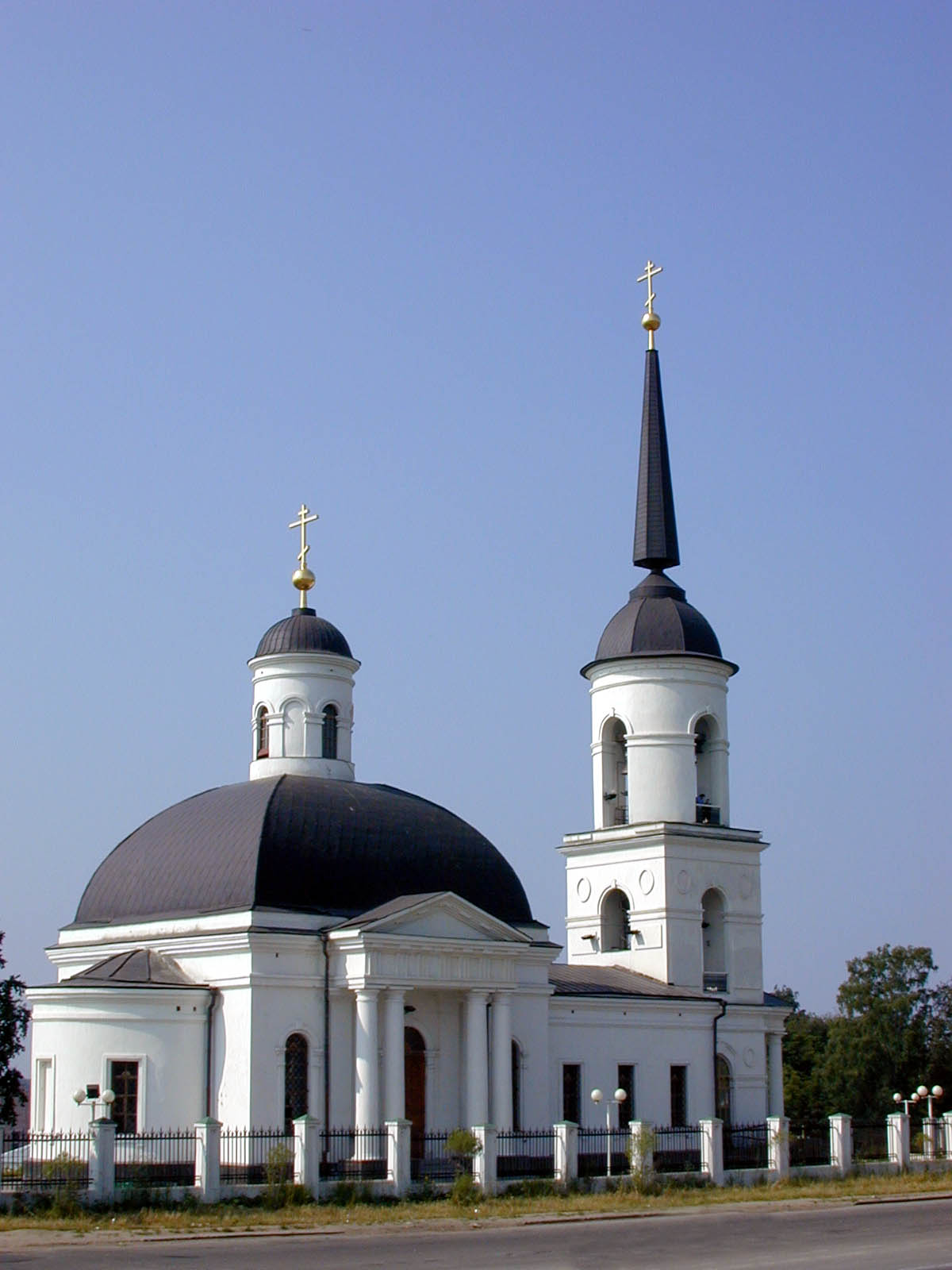
Церковь Рождества Христова (1789, 1990-е)
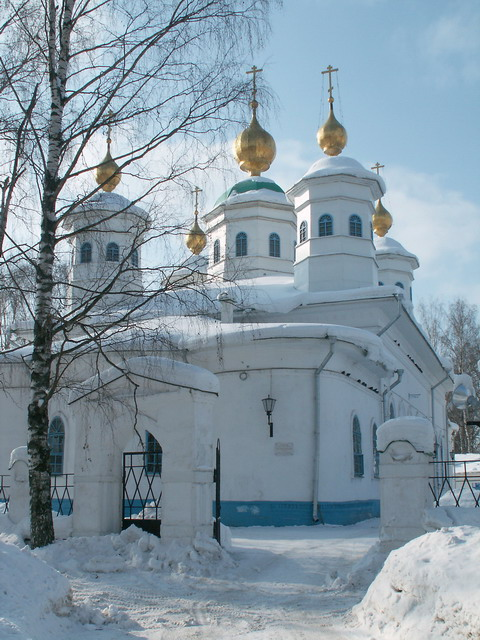
Собор Воскресенского монастыря (1732—1756)

## Почётные граждане
| - 1869 — Эдуард Васильевич Лерхе - 1874 — Михаил Христофорович Рейтерн, — Граф Дмитрий Андреевич Толстой - 1881 — Александр Аркадьевич Суворов-Рымникский - 1886 — Иван Андреевич Милютин - 1899 — Граф Сергей Юльевич Витте - 1901 — Дмитрий Мартынович Сольский, — Князь Михаил Иванович Хилков - 1909 — Дмитрий Викторович Колюбакин - 1967 — Диниахмед Набиулиевич Мамлеев, — Иван Васильевич Тимохин, — Корнелий Константинович Морозов - 1968 — Николай Александрович Коротеев - 1975 — Алексей Егорович Савонов - 1976 — Ольга Николаевна Рубинова - 1977 — Ангелина Анатольевна Алексеева, — Мария Дмитриевна Бигот, — Антонина Ивановна Виноградова, — Татьяна Ивановна Громова, — Наум Ефимович Тёмкин | - 1982 — Александр Ильич Гуторов, — Алексей Васильевич Климов - 1983 — Владимир Александрович Ветрогонский, — Леонид Иванович Данилов, — Иннокентий Андреевич Кузьмин, — Алексей Архипович Леонов, — Вячеслав Андреевич Федюшкин - 1992 — Иван Васильевич Кольцов - 1993 — Юрий Викторович Липухин - 1994 — Оскар Фридрихович Краузе - 1995 — Валентина Михайловна Родина - 1997 — Тамара Павловна Гурняк - 2001 — Виталий Константинович Гордеев - 2002 — Дмитрий Сергеевич Чистяков - 2003 — Вячеслав Евгеньевич Позгалёв - 2004 — Владимир Алексеевич Ванчиков - 2006 — Михаил Сергеевич Ставровский - 2007 — Игорь Павлович Журавлёв - 2008 — Георгий Егорович Шевцов - 2009 — Евгений Григорьевич Иванов - 2009 — Евгений Анатольевич Муравьёв - 2009 — Эльвира Петровна Риммер |

## Кавалеры почётного знака «За особые заслуги перед городом Череповцом»
Этот почётный знак был утверждён в 1996 году.
- 1996 — Леонард Яковлевич Маловицкий
- 1997 — Борис Васильевич Мичурин
- 1998 — Валерий Владимирович Ассовский
- 2001 — Нина Леонидовна Дридж
- 2002 — Николай Васильевич Ератин
- 2003 — Владимир Владимирович Поматилов
- 2004 — Александр Васильевич Ковальков
- 2005 — Александр Александрович Калинин
- 2006 — Сергей Нарциссович Ильин
- 2007 — Давид Михайлович Шац
- 2009 — Эльвира Петровна Риммер
- 2010 — Николай Васильевич Лукин
- 2011 — Кира Георгиевна Волкова
- 2012 — Юрий Викторович Бочаров
- 2016 — Юрий Вячеславович Вальков
- 2022 — Дмитрий Сергеевич Кустов
- 2024 — Семён Сергеевич Капустин

## Персоналии
См. Категория:Персоналии:Череповец

## Города-побратимы
- Аюд, Румыния[76]
- Горна-Оряховица, Болгария[77]
- Целле, Словения[78]
- Дерри, США[79]
- Ляоюань, Китай[78]
- Молодечно, Беларусь[58]
- Монтклэр[англ.], США[79] (до марта 2022)
- Раахе, Финляндия[77]
- Балаково, Россия[80]
- Клайпеда, Литва[81] (до марта 2022)

## Череповец в топонимах
Череповецкая улица есть в городах:
- Россия
  - Волгоград, Вологда, Кемерово, Липецк, Мирный, Москва, Нижний Новгород, Новокузнецк, Пермь, Ростов-на-Дону, Рыбинск, Сокол, Сочи, Уфа, Кириллов, Санкт-Петербург (п. Понтонный)
- Украина
  - Днепр, Донецк, Запорожье, Никополь, Черновцы.

Череповецкий проезд есть в Уфе (Россия).